# Хаустов, Георгий Иосифович
Георгий Иосифович Хаустов (род. 19 ноября 1936) — советский металлург, директор Никопольского южно-трубного металлургического завода (1983—1987).

## Биография
С 1983 по 1987 год работал директором Никопольского южно-трубного металлургического завода.
С 1987 по 1990 год возглавлял ВПО «Союзтрубосталь» Министерства чёрной металлургии СССР.